# La Fonteta de Sant Lluís
La Fonteta de Sant Lluís, anomenada així segons la tradició valenciana d'aplicar diminutius a coses estimades, és un poble de l'Horta de València que es constitueix en l'actualitat com un barri del sud València, part del districte de Quatre Carreres, situat a l'extraradi d'aquesta i delimitat per l'autopista del Saler, la Ronda Sud al nord i l'avinguda d'Ausiàs March a l'oest. Al sud fita amb les línies de ferrocarril de Rodalies de València, i amb el riu Túria. Aquests grans vials el manté aïllat del nucli urbà. Tot això significa que no s'ha perdut del tot l'aspecte, i l'ambient, del poble de l'Horta que era. Inclou l'antiga població que dona nom al barri, tot i que l'ús popular dona al barri una extensió molt més ampla de la que té administrativament. És, llavors, sovint considerat part de la Fonteta el barri veí de Na Rovella, que funciona d'eixample del poble i fou construït sobre terres antigament pertanyents al poble.
El 2015, el barri tenia 2.821 persones.

## Història
Les primeres notícies del lloc daten de 1579, quan sant Lluís Bertran, que es trobava malalt al patir d'una set constant, es va dirigir a una font que li van recomanar, en el camí de Russafa a l'Albufera. En beure de la font es va sentir tan millorat que la va beneir i segons el rector Vidal i Micó "des de llavors no ha mancat l'aigua en aquella Fonteta de Sant Lluís, retornant en bastants ocasions la salut als malalts". Al segle xvii o  XVIII es va construir, en memòria dels miracles del sant, una ermita que depenia de la parròquia de Sant Valeri de Russafa. Va ser en 1902 quan el caseriu que s'havia anat formant al voltant d'aquesta ermita es va elevar a la categoria de parròquia, de manera que el temple es va ampliar per prendre la seua forma actual.
El barri actual està conformat per la barriada antiga, al voltant de la qual va anar creixent la urbanització moderna a partir de la dècada del 1970. Aquests nous edificis van ser en la seua majoria finques de diverses altures típiques de l'èxode rural. La recent construcció de l'avinguda d'Antonio Ferrandis, part de Ronda Sud, forma una important barrera arquitectònica entre l'antic poble, al sud, i el seu eixample més modern, Na Rovella; en aquest eixample se situen dos col·legis, entre l'IES Jordi de Sant Jordi i el CP Sant Calze, i l'Institut d'Ausiàs March. El barri de Na Rovella està en el procés de completar-se amb la urbanització d'un nou sector d'horta a l'est de l'eixample, mitjançant el PAI de Quatre Carreres, entre els dos col·legis abans esmentats. També en són característiques les altes finques, anomenades popularment les Finques de Policies, construïdes en els anys 70. A l'est rau un gran espai obert d'horta, anomenada les Moreres, que és actualment subjecte d'un pla d'urbanització que el transformarà en un nou barri residencial. També a Na Rovella hi ha el pavelló poliesportiu Font de Sant Lluís, seu de l'equip de bàsquet València Basket.
El poble i actual barri de la Font té tres places públiques, la del Músic Cuesta, la de l'Escultor Pastor, i la de l'Església de la Fonteta. L'únic col·legi situat dins del barri actual és el col·legi primari, anomenat de la Fonteta, situat a l'est del poble.

## Patrimoni

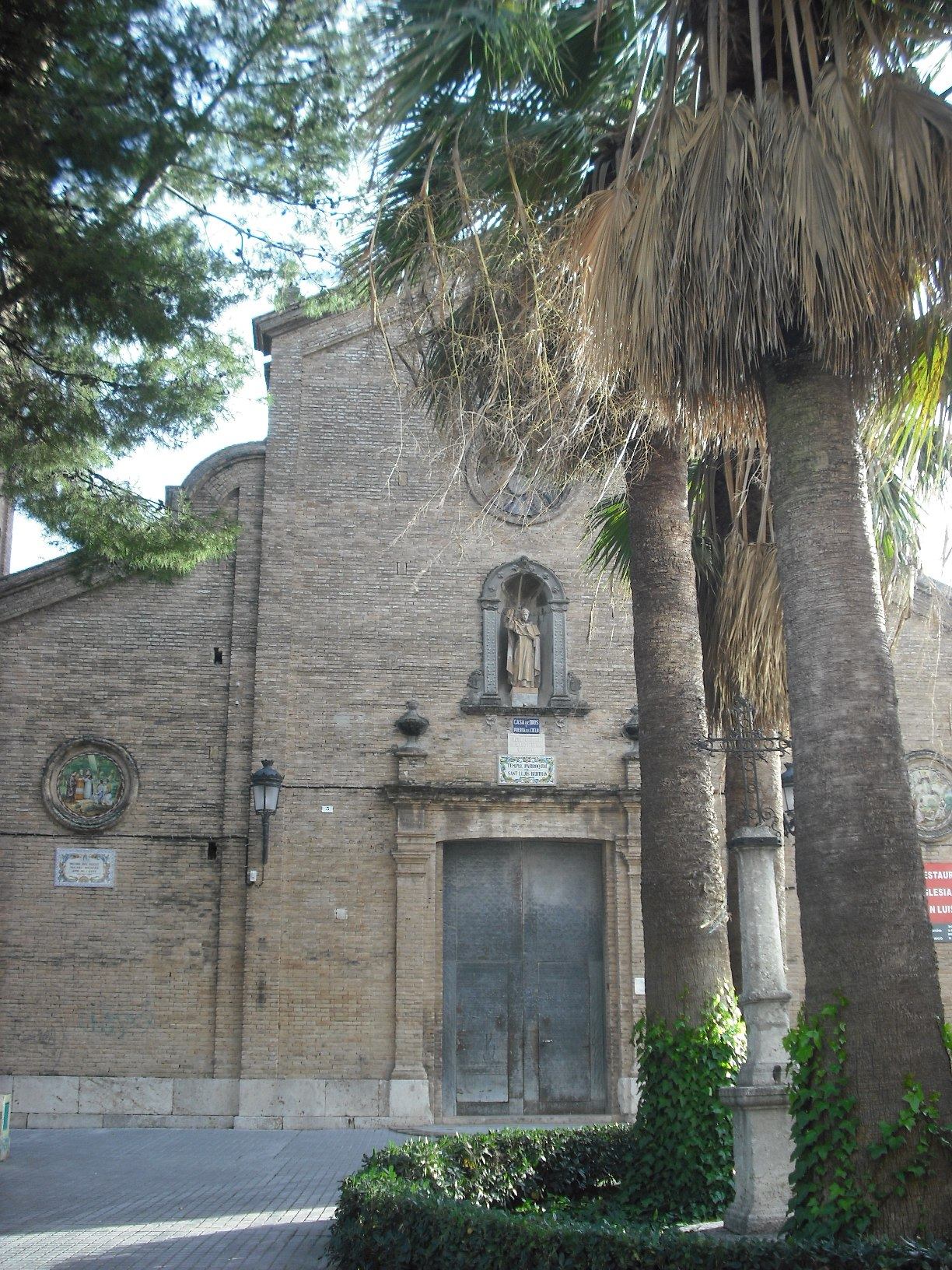
Església de Sant Lluís Bertran

- Església de Sant Lluís Bertran: El temple actual data de 1902, quan va ser elevat a parròquia. És d'estil barroc, amb una portada de llinda on la part superior s'obre una fornícula amb una imatge de Lluís Bertran. A l'interior s'obren dotze capelles. Del conjunt destaca el campanar, que es va construir seguint les línies de les típiques torres valencianes del segle xvii.[4]

## Festes
- Festa de Sant Lluís Betrán: Se celebra del 20 al 25 de juliol i durant aquestes dates els clavaris preparen les diverses activitats de la festivitat, entre les quals hi ha la cavalcada i diverses processons.
- Festa de Sant Antoni: Se celebra al gener a la plaça de l'Església, on es beneeix als animals, acte generalment amenitzat amb música orquestral i que finalitza amb una foguera.
- Falles: La Fonteta compta amb dues comissions: Falla Escultor Pastor-Gravador Jordán, més coneguda com a Falla La Fonteta, i Falla Ángel Villena-Pintor Sabater.

## Comunicacions
El poble és ben comunicat gràcies a la seua situació de xamfrà entre la Ronda al nord, l'anomenada pista de Silla (avinguda d'Ausiàs March) a l'oest, i les autovies V-30 que recorren els marges del riu Túria al sud. La tradicional carrera de la Font de Sant lluís el vincula encara amb el centre de la ciutat, si bé ha deixat de ser el camí principal a favor de la paral·lela avinguda d'Ausiàs March.
El transport públic es limita als autobusos de l'EMT València números 7 i 13, a més del nitbús N7, que hi tenen el terminal. A més a més disposa d'una estació de rodalies pròpia, l'estació de la Font de Sant Lluís, on paren només els trens de la línia 6, les destinacions de la qual són Castelló de la Plana i l'Estació del Nord, a més dels tallers de la Renfe. Aquesta estació, tot i situar-se dins del barri veí de la Punta, és estretament vinculat amb el poble, com el nom suggereix. Entre els projecte de futur que concerneixen l'estació hi ha l'estació provisional d'alta velocitat, que servirà els trens d'alta velocitat fins a la construcció de la nova Estació Central d'Alta Velocitat de València.